# Бубнів (зупинний пункт)
Бу́бнів — пасажирський залізничний зупинний пункт Рівненської дирекції Львівської залізниці.
Розташований поблизу сіл Бубнів та Черчичі, Володимирського району, Волинської області на лінії Ковель — Сапіжанка між станціями Володимир (12 км) та Іваничі (13 км).
Станом на лютий 2019 року щодня три пари дизель-потягів прямують за напрямком Ковель-Пасажирський — Червоноград/Львів.